# Lebbeus
Lebbeus es un género de camarón omnívoro de la familia Hippolytidae, orden Decapoda. Vulgarmente las especies son conocidas como camarones del Pacífico Norte. Algunas gambas de este género mantienen relaciones simbióticas con gobios.

## Especies
El Registro Mundial de Especies Marinas acepta las siguientes especies
| - Lebbeus acudactylus Jensen, 2006 - Lebbeus africanus Fransen, 1997 - Lebbeus antarcticus (Hale, 1941) - Lebbeus balssi Hayashi, 1992 - Lebbeus bidentatus Zarenkov, 1976 - Lebbeus brandti (Bražnikov, 1907) - Lebbeus carinatus Zarenkov, 1976 - Lebbeus catalepsis Jensen, 1987 - Lebbeus clarehannah McCallum & Poore, 2010 - Lebbeus comanthi Hayashi & Okuno, 1997 - Lebbeus compressus Holthuis, 1947a - Lebbeus cristagalli McCallum & Poore, 2010 - Lebbeus cristatus Ahyong, 2010 - Lebbeus curvirostris Zarenkov, 1976 - Lebbeus elegans Komai, Hayashi & Kohtsuka, 2004 - Lebbeus eludus Jensen, 2006 - Lebbeus fasciatus (Kobyakova, 1936) - Lebbeus grandimanus (Bražnikov, 1907) - Lebbeus groenlandicus (J. C. Fabricius, 1775) - Lebbeus heterochaelus (Kobyakova, 1936) - Lebbeus indicus Holthuis, 1947a - Lebbeus kuboi Hayashi, 1992 - Lebbeus laevirostris Crosnier, 1999 - Lebbeus lagunae (Schmitt, 1921) - Lebbeus laurentae Wicksten, 2010 - Lebbeus longidactylus (Kobyakova, 1936) - Lebbeus longipes (Kobyakova, 1936) | - Lebbeus manus Komai & Collins, 2009 - Lebbeus microceros (Krøyer, 1841) - Lebbeus miyakei Hayashi, 1992 - Lebbeus mundus Jensen, 2006 - Lebbeus nudirostris Komai & Takeda, 2004 - Lebbeus polaris (Sabine, 1824) - Lebbeus polyacanthus Komai, Hayashi & Kohtsuka, 2004 - Lebbeus profundus (Rathbun, 1906) - Lebbeys quadratus Chan & Komai, 2017 - Lebbeus rubrodentatus Bruce, 2010 - Lebbeus saldanhae (Barnard, 1947) - Lebbeus schrencki (Bražnikov, 1907) - Lebbeus scrippsi Wicksten & G. Méndez, 1982 - Lebbeus similior Komai & Komatsu, 2009 - Lebbeus speciosus (Urita, 1942) - Lebbeus spinirostris (Kobyakova, 1936) - Lebbeus splendidus Wicksten & G. Méndez, 1982 - Lebbeus spongiaris Komai, 2001 - Lebbeus tosaensis Hanamura & Abe, 2003 - Lebbeus unalaskensis (Rathbun, 1902) - Lebbeus ushakovi (Kobyakova, 1936) - Lebbeus vicinus (Rathbun, 1902a) - Lebbeus vinogradowi Zarenkov, 1960 - Lebbeus virentova Nye et al., 2012 - Lebbeus washingtonianus (Rathbun, 1902) - Lebbeus wera Ahyong, 2009 - Lebbeus yaldwyni Kensley, Tranter & Griffin, 1987 |

## Alimentación
Omnívoros, se alimentan de los parásitos y bacterias de otros peces, y también, de restos orgánicos y detritos vegetales, algas o larvas. También aceptan toda clase de alimentos, tanto mysis y artemia, como disecado, macroalgas y copépodos.